# La cantoniera n. 13
La cantoniera n. 13 è un film muto italiano del 1919 diretto da Luigi Maggi.